# Ernst Windisch
Ernst Wilhelm Oskar Windisch (4 septembre 1844, Dresde - 30 octobre 1918, Leipzig) est un philologue classique allemand et un linguiste comparatif spécialisé dans les études sanskrites, celtiques et indo-européennes.

## Biographie
Alors qu'il est étudiant à l'Université de Leipzig, il se lie d'amitié avec Friedrich Nietzsche. Il a comme professeur Friedrich Wilhelm Ritschl. En 1867, il obtient son doctorat en philologie classique, puis enseigne à la Thomasschule de Leipzig (1867-1870). Entre-temps, il termine son habilitation en sanskrit et en linguistique comparée à l'université (1869).
En 1870-1871, il travaille à l'India Office Library à Londres. Plus tard, il devient professeur de linguistique comparée à l'Université de Heidelberg (1872) et à l'Université de Strasbourg (1875). En 1877, il retourne à son alma mater à Leipzig en tant que professeur de sanskrit et directeur de l'institut indo-européaniste. Au cours de l'année universitaire 1895/96, il est recteur. Il a alors comme élèves Friedrich Delitzsch ainsi qu'Anna Leonowens qui assiste à ses cours de sanskrit de 1897 à 1901. En 1883, il est nommé membre à part entière de la Sächsische Akademie der Wissenschaften zu Leipzig (Société royale saxonne des sciences de Leipzig). Il devient membre correspondant de l'Académie bavaroise des sciences en 1905. La même année, Windisch publie sa traduction de l'épopée en vieil irlandais Táin Bó Cúailnge en allemand.
En 1873, il épouse Berta Roscher, fille de l'économiste Wilhelm Roscher. Le couple a cinq enfants, dont le théologien Hans Windisch (1881-1935).

## Travaux
- Irische Texte, 4 vol. (1880-1909) avec Whitley Stokes

- - Irische Texte mit Wörterbuch, Leipzig, S. Hirzel, 1880 (lire en ligne) [Vol. 1] • Wikisource
  - Irische Texte mit Übersetzungen und Wörterbuch, vol. 2, Leipzig, S. Hirzel (no 1), 1884 (lire en ligne)
  - Irische Texte mit Übersetzungen und Wörterbuch, vol. 2, Leipzig, S. Hirzel (no 2), 1887 (lire en ligne)
  - Irische Texte mit Übersetzungen und Wörterbuch, vol. 3, Leipzig, S. Hirzel (no 1), 1891 (lire en ligne)
  - Irische Texte mit Übersetzungen und Wörterbuch, vol. 3, Leipzig, S. Hirzel (no 2), 1897 (lire en ligne)
  - Irische Texte mit Übersetzungen und Wörterbuch, vol. 4, Leipzig, S. Hirzel (no 1), 1900 (lire en ligne)
  - Irische Texte mit Übersetzungen und Wörterbuch, vol. 4, Leipzig, S. Hirzel (no 2), 1909

- "Compendium of Irish Grammar" (traduction anglaise de 1883).
- Zwölf Hymnen des Rigveda, avec le commentaire de Sayana (1883)
- Mara und Buddha, Leipzig 1895.
- Buddhas Geburt und die Lehre von der Seelenwanderung, Leipzig 1908 - Naissance de Bouddha et doctrine de la transmigration des âmes.
- Iti-Vuttaka, éditeur
- Das keltische Britannien bis zu Kaiser Arthur, Leipzig 1912 - La Grande-Bretagne celtique jusqu'à l'époque du roi Arthur.
- Festschrift (1914).
- Geschichte der Sanskrit-Philologie und indischen Altertumskunde, 2 vols, Leipzig 1917-1920 - Histoire de la philologie sanskrite et de l'archéologie indienne[1].
- Kleine Schriften (2001) édité par Karin Steiner et Jörg Gengnagel.